# Wspólnota sióstr katarzynek przy parafii NSPJ w Olsztynie
Uzasadnienie: lokalna wspólnota zakonna, wystarczy wzmianka w haśle o parafii
Wspólnota sióstr św. Katarzyny przy parafii Najświętszego Serca Pana Jezusa w Olsztynie
(NSPJ) – powstała 1 maja 1937 roku na prośbę ks. proboszcza Alfonsa Wardeckiego i po uzyskaniu zezwolenia od biskupa warmińskiego Maksymiliana Kallera siostry zamieszkały na parterze domu parafialnego i rozpoczęły pracę. Były to: s. M. Eleonora Kiwitt i s. M. Klaudia Grunwald. Początkowo praca sióstr polegała na pielęgnowaniu chorych, trosce o ubogich, a także o estetykę ołtarzy w kościele oraz porządek w zakrystii.
W czasie II wojny światowej mieszkanie sióstr i cały dom parafialny zajęty był przez rosyjski szpital wojskowy. Siostry musiały opuścić zagrożone działaniami wojennymi miasto, do którego powróciły po sześciotygodniowej tułaczce w 1945 roku, spędzając osiem dni w areszcie przetrzymywane przez władze radzieckie. Po uwolnieniu udały się do Szpitala Mariackiego, aby wraz z innymi siostrami pielęgnować chorych na tyfus. Po oddaniu władzy w mieście w ręce polskiej administracji cywilnej siostry powróciły do swojego mieszkania przy ul. Mickiewicza 10 kontynuując pracę wśród chorych i przy parafii.
Przez trzy lata, tj. od 1946–1949, mieszkanie sióstr przy parafii NSPJ było miejscem urzędowania ówczesnej przełożonej Prowincji Polskiej s. M. Hermany Kisiel. W 1960 roku siostry podjęły także pracę katechetyczną.
W 2012 wspólnota liczyła trzy siostry, które posługują w zakrystii i kancelarii parafialnej. Ponadto siostry tej wspólnoty do dziś przyjmują siostry przyjeżdżające do Olsztyna w różnych sprawach służbowych, a także siostry studiujące i uczące się.

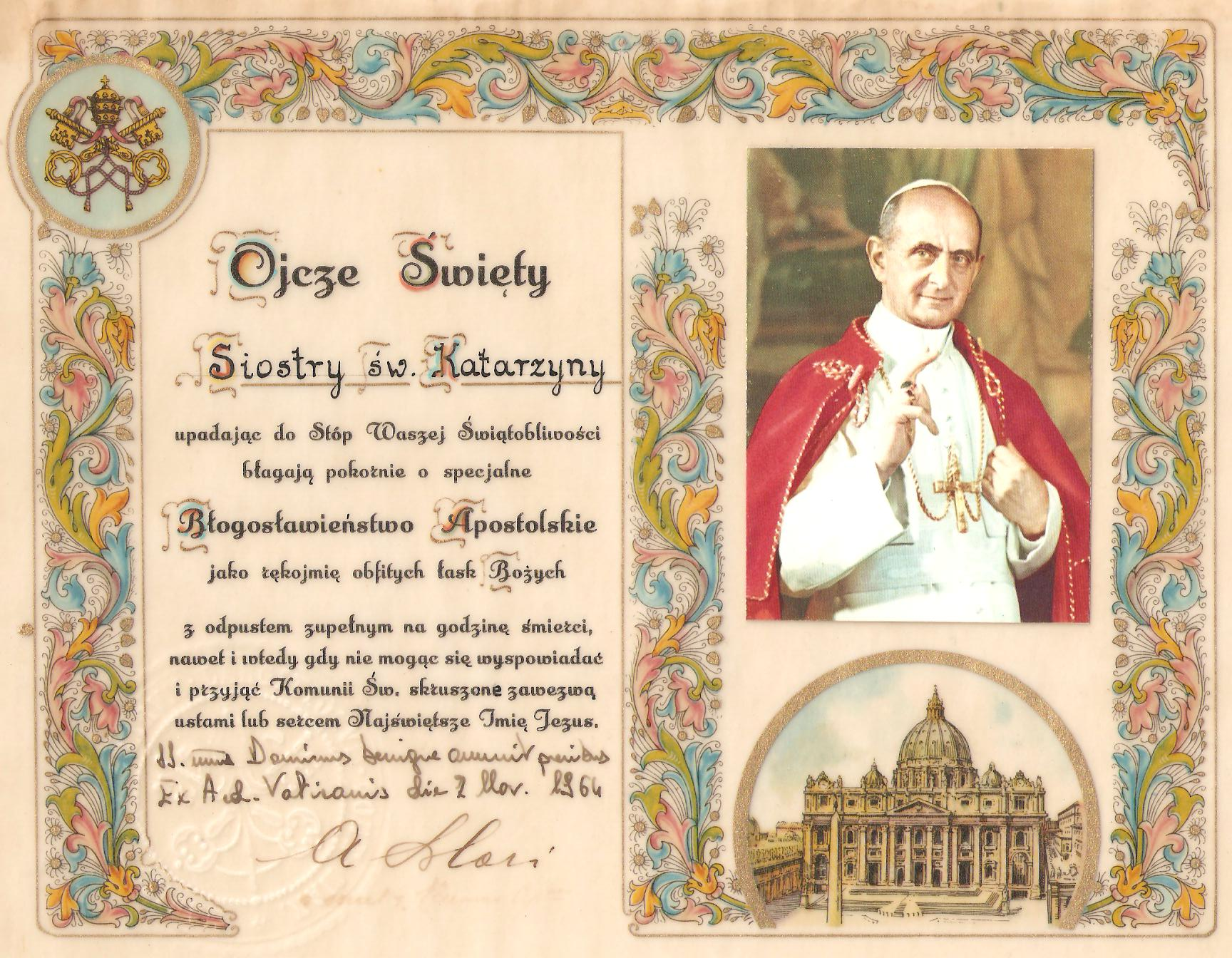